# 貯水槽

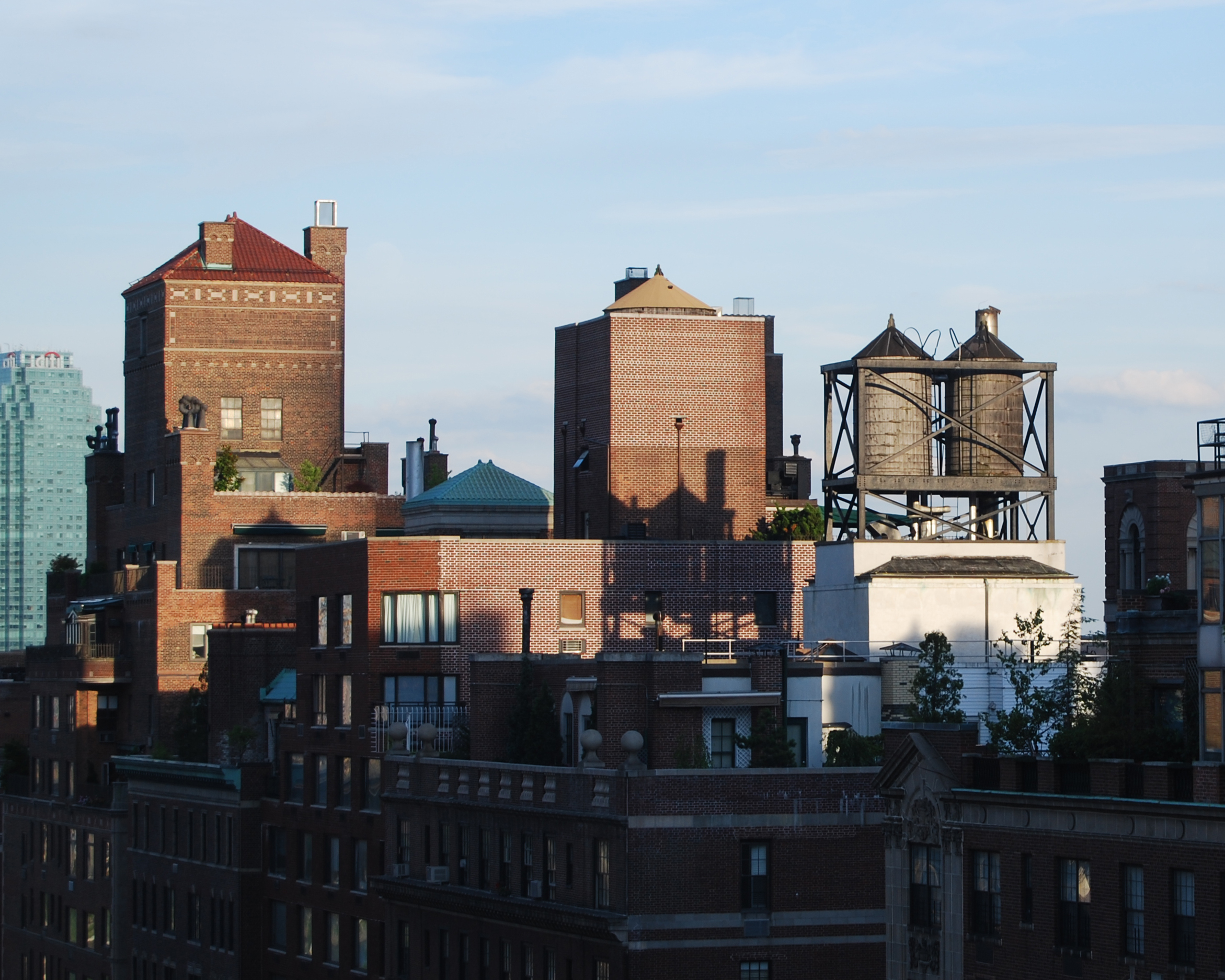
ニューヨークの伝統的な高置水槽

貯水槽（ちょすいそう）とは、水を貯める施設・設備の総称。
用途に限定は無い。建物の1階や地下や屋上などに設置される。
コンクリート、ステンレス、ライニング鋼板、樹脂、FRP、木材が主な素材。
点検用マンホール、オーバーフロー管、ドレン管、通気口、水位検知の「電極保持器」が設置されている。

## 種類
貯水槽でも特に水道水を貯めるものを受水槽という。
受水槽は1階や地下にも設置されるものだが、屋上など高い位置に設置されているものを高置水槽、給水ポンプに直結し圧力の強いものを圧力水槽と分類する。
なお、雨水を貯めるものは雨水槽や雨水貯留槽といい、これは庭の散水、洗車、トイレの洗浄など限定した用途に使うもので、法的な扱いが異なる。

## 受水槽
受水槽は水道引き込み管から引き込んだ水道水を貯水するタンク。配水管の圧力が変化しても給水圧や給水量を一定にでき、建物で一時に大量に水を使用することも可能になり、災害時や断水時にも給水が可能になるというメリットがある。
設置法は水槽室に架台置き、屋外に架台置き、地下室に架台置きが現在の主流。昭和50年代以前の建物はビルピットの一部を水槽として利用したり、稀に建物の2、3階に設置（供給水道管の給水圧による）やFRPタンクを地面に埋設しているものもある。
受水槽に関する法規としては水道法、水道法施行令、水道法施行規則、厚生労働省令、厚生労働省告示などがある。
- 日常の目視点検やメンテナンスのために壁面、天井面、床面より60センチメートル以上の空間を空けなければならない。
- オーバーフロー管は防虫網を取り付けて容易に防虫網の点検ができるようにして汚水の逆流や昆虫や臭気が侵入しないためにも排水口に直接接続してはならない。
- 飲用等に用いる場合の容量は1日の総使用量の40%～60%。
- 死水域を作らないように給水口と採水口の位置を考慮し、場合によっては、迂回壁を設置する。

最近の設置されているものは清掃作業および補修工事中に断水させずに作業が出来るように受水槽内に隔壁を設けて2槽式として、連通管を介して１つの槽とする。又は水槽を2基設置し連結し運用している。
なお、受水槽を介する給水の場合、以降の給水にポンプや小型圧力タンク式給水ユニットを介するため、停電などの影響や、機器の故障により影響を受ける恐れがある。
受水槽と併せ高置水槽（高架水槽）、大型圧力水槽を設置する場合と、小型圧力タンク式給水ユニットの圧力で給水を行う場合がある。

### 副受水槽
- 配水管の圧力が減圧されてしまう丘陵地などで設置が義務づけられている。
- 高水位が地上1.5メートル以上になる場所に設置。

### 高置水槽

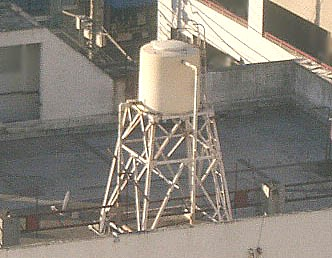
高置水槽

受水槽に給水した水をポンプにより給水する設備。建物の屋上に設置する。これ以降高低差による圧力により給水栓への給水が行われる。長所としては一定水量を貯蔵するので、急な使用水量の増加や断水に対応が容易。文教施設・医療施設等の一時的に大量の水を使う施設に適している。短所としては常に水槽の管理を求められるため、一定以上の規模の建築でないと水質の悪化が懸念される。
- 水圧変動が少なく、過度な水使用に耐えうる。
- 揚水ポンプ発停用・水槽内の満水、減水の警報用の自動制御装置を設置する。
- 容量は1日の使用量の10%または1時間分が一般的である。
- 死水域を作らないように、迂回壁（FRP・ステンレス鋼・クラッド鋼）を設置するのが一般的である。
- 日光の透過により藻や苔の発生する恐れがあるため、防止するため水槽照度率が0.1%のFRPを使用。なお、水槽本体に劣化が生じる恐れがあるため、定期的な補修が必要となる場合がある。
- 高置の鉄骨製架台に設置のため耐震措置が必要。

ニューヨークでは建築物が高層化するにつれ、屋上に貯水槽を設置するようになった。現代でも耐久性、難腐敗性に優れたヒマラヤスギで作られた伝統的な高置水槽が使われている。

### 圧力水槽
- 給水ポンプの吐出管に直結した密閉加圧のタンク。
- 労働安全衛生法上の第二種圧力容器に該当するものもあり、その場合は一年に一回、自主検査をしなければならない。
- 受水槽から給水されている二次的な圧力水槽は配管の一部としているため清掃は義務ではないが可能な限り清掃をすることが望ましい。
- 鋼板製
- 水圧で上階へ水道水を上げ、水圧が減少してきたら、圧力スイッチにより、自動的にポンプが起動する。
- 空気の溶解を防ぐために隔膜式圧力水槽を設けているものもある。

## 飲用（上水道用）の受水槽
ビルやマンションなどの高層建築物では、給水栓での水圧を安定させるため、水道水を受水槽に受け、
1. ポンプなどで屋上の高架水槽（高置水槽）や圧力水槽へ給水した後、各給水栓への給水を行う。
2. 小型圧力タンク式給水ユニットにより、貯水槽に給水した水に直接圧力をかけ、各給水栓への給水を行う。

水道法や自治体の条例により、貯水槽の点検や清掃、検査が規模の大小を問わず義務づけられている（かつては小規模のものの多くは除外されていた）。
- 水槽の有効容量が10立方メートルを越えるものについては水道法による。10立方メートル以下のものは各自治体の条例により適用される。
- 【清掃】1年に1回以上清掃を実施することが定めている。なお、清掃を業者に委託し実施する場合、業者は貯水槽清掃作業監督者の設置が義務づけられている。
- 【点検】必要に応じて、水槽の内部および外部を点検する事が義務づけられている。なお、ポンプ等の電力を利用する設備についても併せて点検が必要である。
- 【検査】年に1度給水設備（主に水槽について）その衛生状態や、設備について検査することが義務づけられている。

なお、水道設備の給水圧の向上（耐震化等による設備の改善と併せて行われている）により、小規模な貯水槽設備に付いては、直接水道施設の圧力や貯水槽を介さずに水道本管へ直に接続して給水するブースターポンプ方式が可能になり、貯水槽を介さずに給水する方式が増えつつある。貯水槽の清掃やスペースを確保する必要がないがブースターポンプ方式は定期的なメンテナンスが必要である。阪神・淡路大震災や中越沖地震などの大規模災害や、夏期に給水制限を受ける可能性のある地域の場合、貯水槽を介していることにより一定量の水を貯留する事が可能であり、汚染されて飲用にできなくても水洗トイレに利用するため、非常時に備え水槽を設置した方がいいという考え方もある。

## 企業
- 芦森工業株式会社[7]
- 株式会社栗本鐵工所
- 森松工業株式会社[8][9]
- 株式会社フソウ
- クリエイト株式会社